# Tipula (Platytipula) spenceriana hardyi
Tipula (Platytipula) spenceriana hardyi is een ondersoort van de tweevleugelige Tipula (Platytipula) spenceriana uit de familie langpootmuggen (Tipulidae). De ondersoort komt voor in het Nearctisch gebied.